# Ergaki
Le parc naturel Ergaki (du proto-turc erŋäk signifiant « doigts ») est un  parc naturel d'importance régionale, situé dans le sud du kraï de Krasnoïarsk, en Russie . Le parc, créé le 4 avril 2005, couvre une superficie de 342 873 hectares, à cheval sur les raïons de Karatouz et de Iermakovskoïe. Il est établi sur la crête d'Ergarki dans le Saïan occidental, et de nombreuses rivières y prennent sources, comme le Bolchoï Kebej, le Bolchoï Klioutch, le Taïgich ou la Verkhnyaïa Bouiba. Il fait partie de l'Association des réserves et des parcs nationaux de l'écorégion de l'Altaï-Saïan. De nombreux sentiers couvrent le territoire du parc.

## Géographie
Le parc naturel se situe dans le centre du Saïan occidental, l'une des deux chaînes des monts Saïan. Au centre du parc se situe la crête d'Ergaki, au sud-ouest les crêtes Mirskoï et d'Aradan, à l'ouest celles de Kouloumys et Oïsky. Au nord se trouvent les crêtes de Metougoul-Taïga et de Baldyr-Taïgan et au sud-est la crête Kourtouchibinski. La frontière sud du parc est définie par la rivière Ous, avec sur la rive droite de celle-ci le parc. La route R257, qui traverse en partie le parc, permet de desservir le parc.
Le parc couvre des espaces très escarpés, avec de nombreuses vallées empruntées par rivières et ruisseaux, mais aussi des lacs. On trouve de plus des paysages de steppes dans le sud du parc. Pour la couverture forestière, elle est très présente mis à part sur les plus hauts sommets.
Le climat du parc est dominé par le climat continental, bien que l'ensemble du territoire soit très hétérogènes. Le climat montagnard est prédominant sur les parties les plus hautes. Le climat dépend dans la région des vents venant à la fois de l'Atlantique, de l'Asie centrale et de l'Arctique.
L'été ne dure qu'un à deux mois, avec des températures moyennes en juillet de 16 à 6 °C selon l'altitude. En moyenne, 0,6 °C est perdu tous les 100 mètres.

La neige commence à tomber en septembre sur les sommets, et très vite, les gelées se font ressentir. Le relief escarpé crée deux microclimats ; avec un versant nord ombragé, humide, et donc de plus fortes précipitations, avec une couverture neigeuse souvent supérieure à 1,5 mètre. Chaque année, près de 1500 mm tombent sur ce versant nord, dont la moitié en été. Pour le versant sud, il est bien plus continental et sec, avec seulement 400 mm de précipitations par an, bénéficiant d'un anticyclone. Le versant sud est a une couverture de neige qui ne dépasse pas les 30 cm, mais les températures sont bien plus froides. Les -50 °C peuvent être atteints, contre -41 °C dans la partie nord.

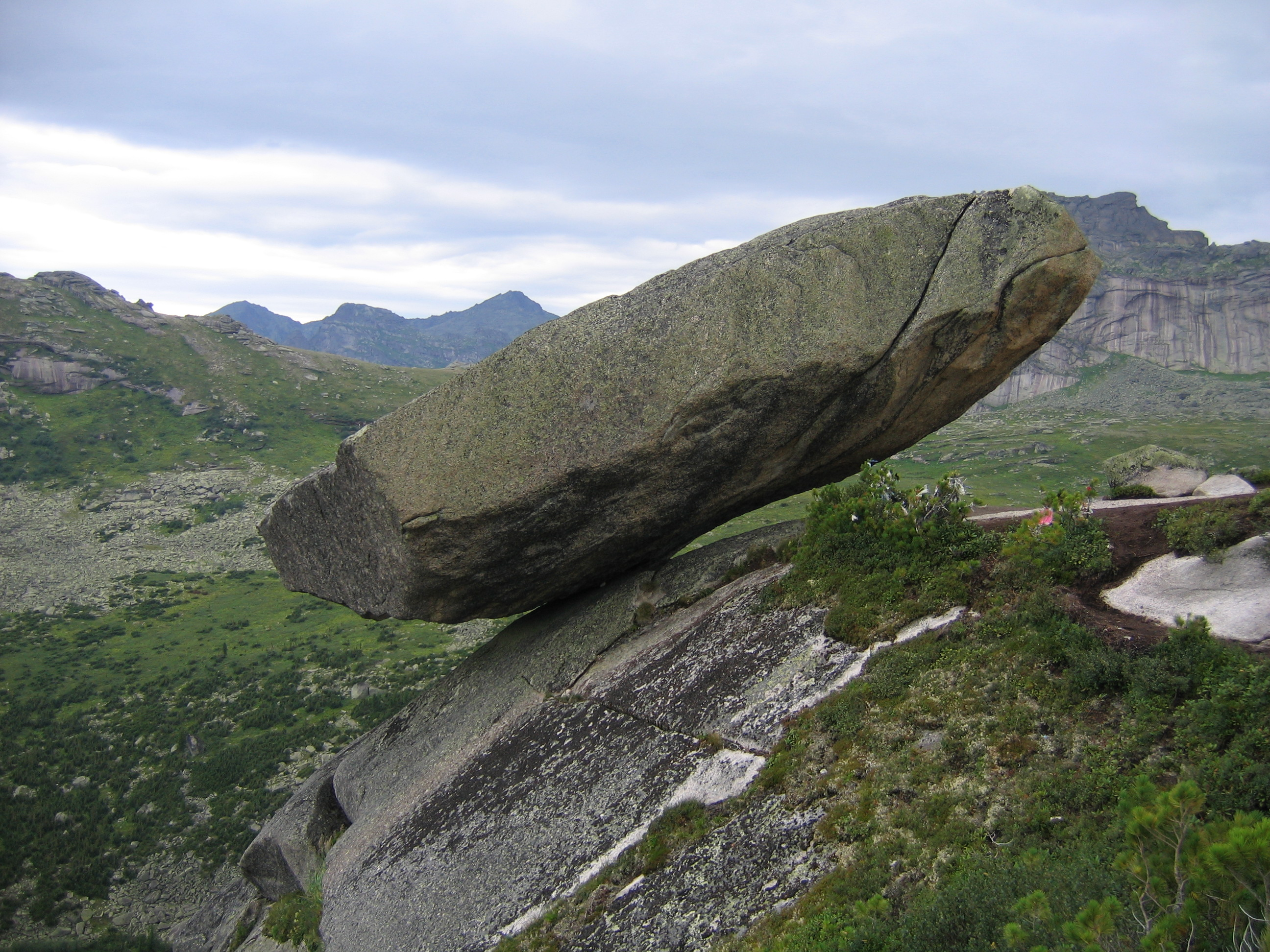
La pierre suspendue.
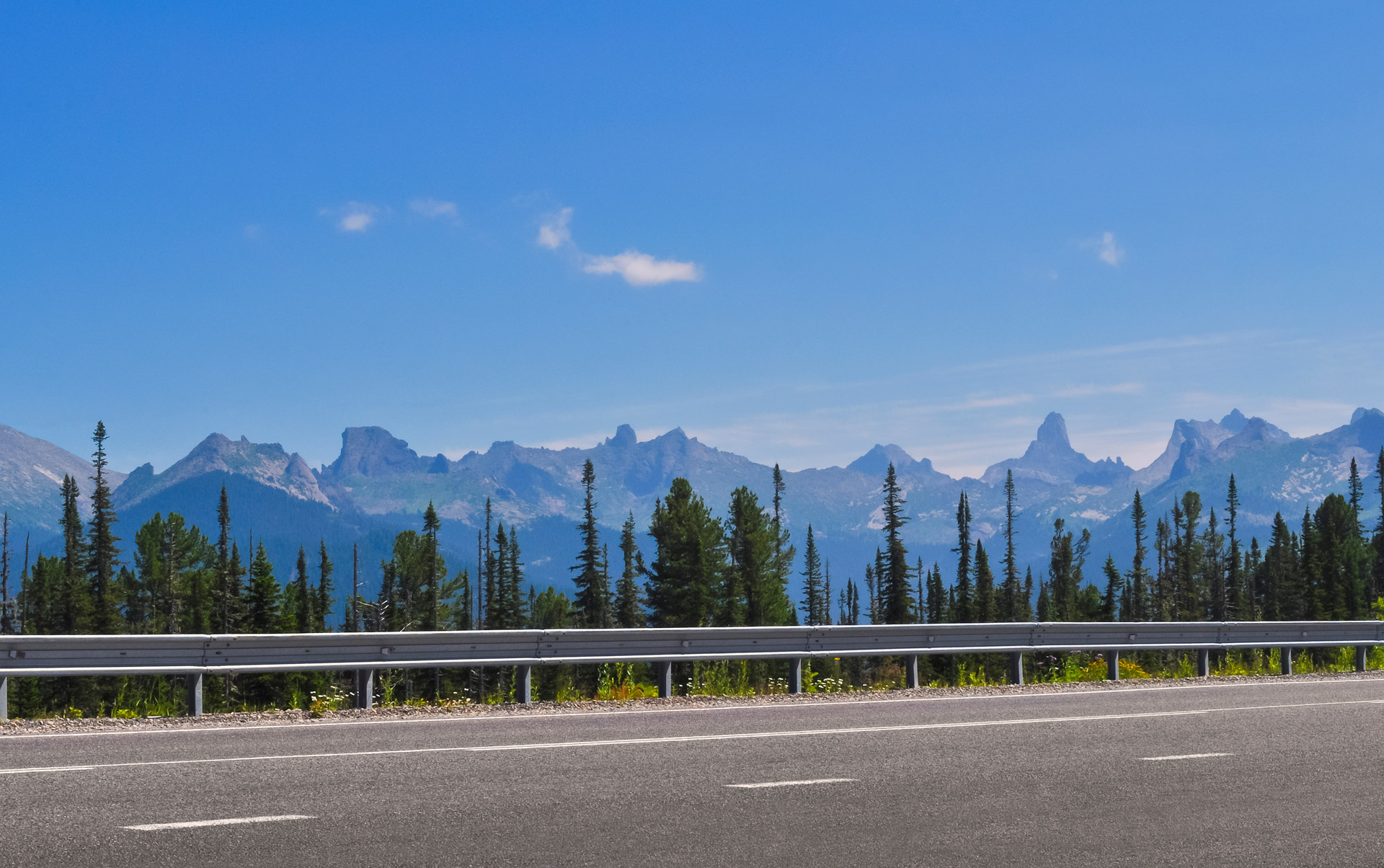
La crête d'Ergaki depuis le col de la Bouïba sur la R257.
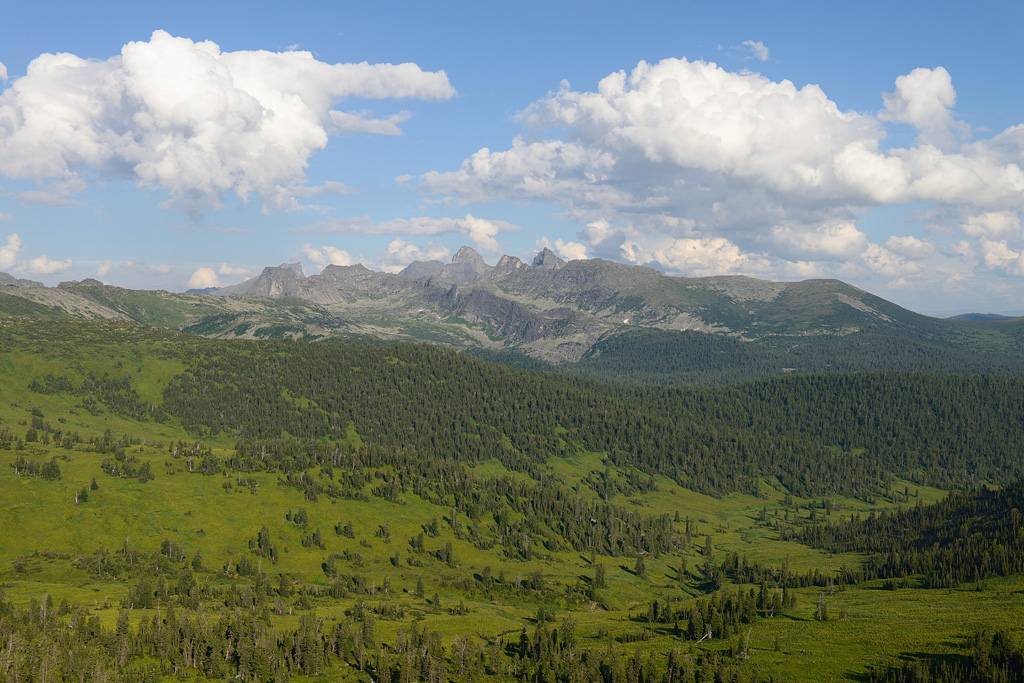
Paysage du parc
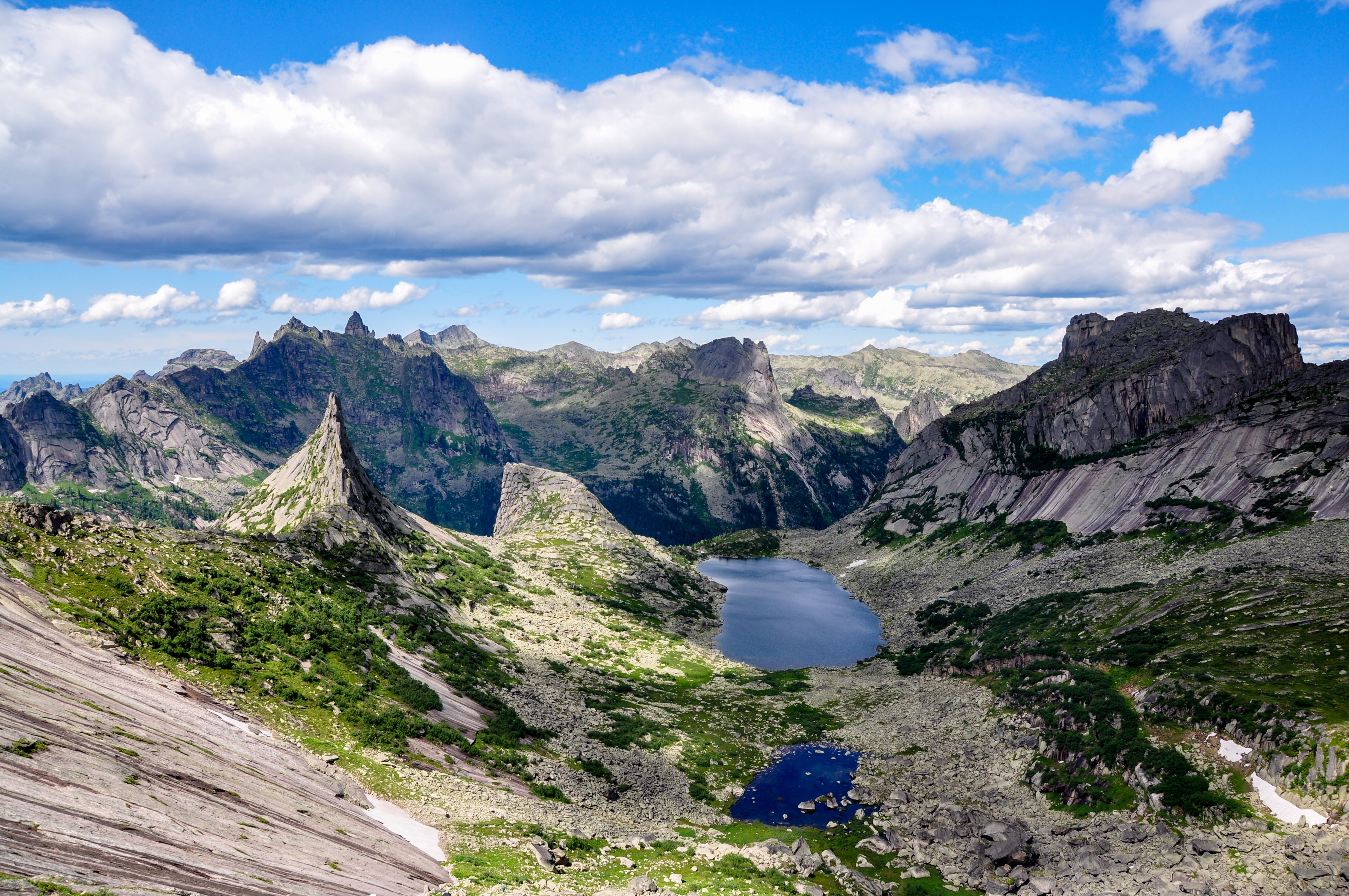
Une vue depuis le col de Ptitsa.

## Biodiversité

### Faune
Ergaki est un des espaces les mieux préservés et les mieux étudiés de la Sibérie, avec depuis les années 1980 une station de l'Institut forestier de l'Académie des sciences de Russie. Le parc héberge à la fois des espèces de la taïga sibérienne mais aussi des espèces de régions steppiques et quelques espèces endémiques.
Il y a quatre espèces de reptiles : l'Elaphe dione, le lézard vivipare, le Gloydius halys et la vipère péliade. Pour les amphibiens, ils sont représentés par trois espèces, la grenouille des champs, le crapaud commun et la salamandre sibérienne.
Dans le parc, 49 espèces de mammifères sont présentes, réparties en neuf espèces quinze espèces de rongeurs, onze espèces de carnivores, neuf d'insectivores, six artiodactyles, quatre de chauves-souris et trois de lièvres. Parmi toutes ces espèces, quatre sont inscrites dans le livre rouge du kraï de Krasnoïarsk : le renne et trois espèces de chauves-souris (le murin à moustache, de Daubenton et d'Ikonnikov). Six espèces du parc sont aussi dans les annexes de ce livre : le cerf, le porte-musc de Sibérie, la loutre de rivière, le lynx boréal, le wapiti et le sanglier.

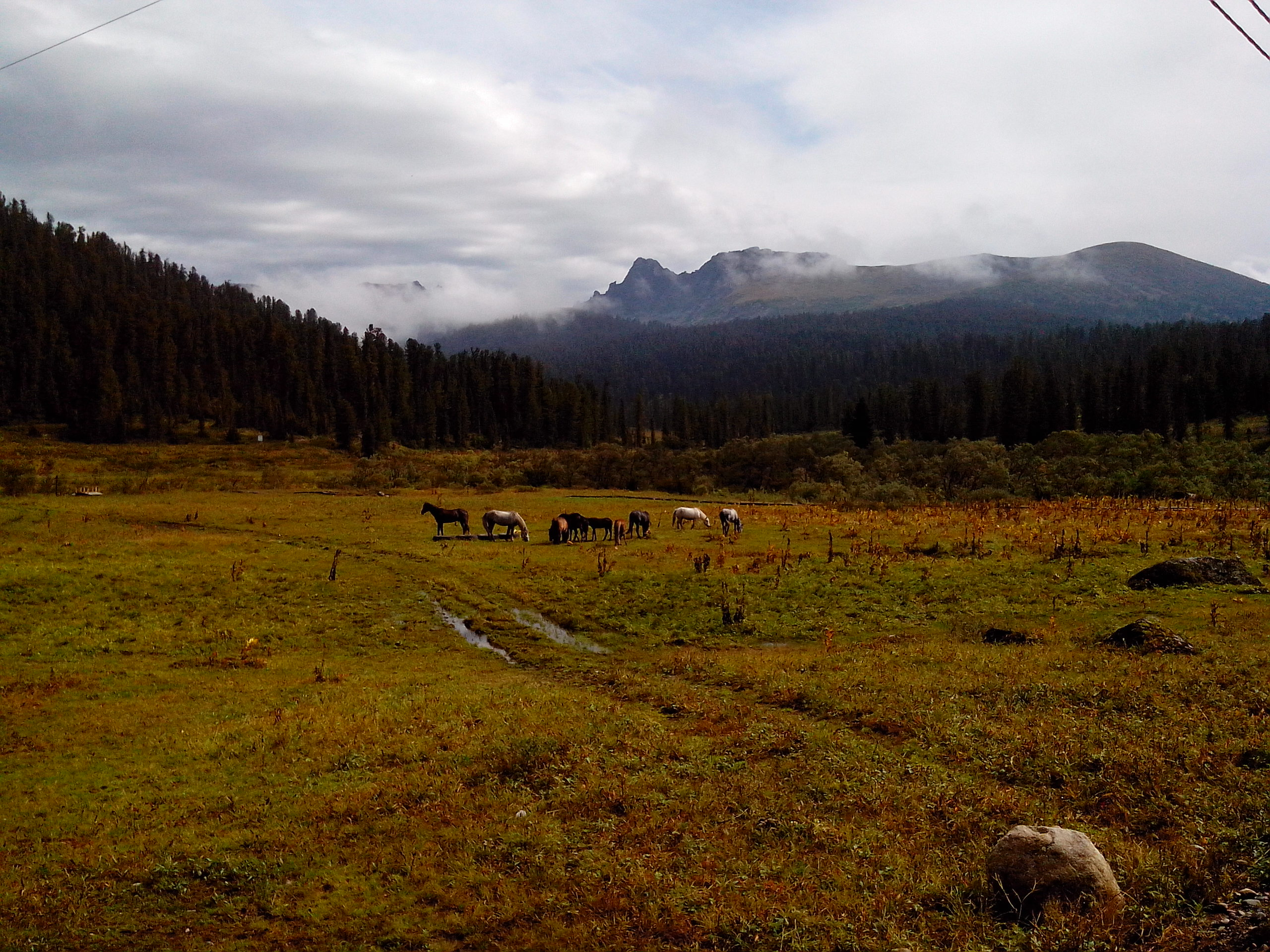
Chevaux du Haut-Ienisseï dans une prairie.

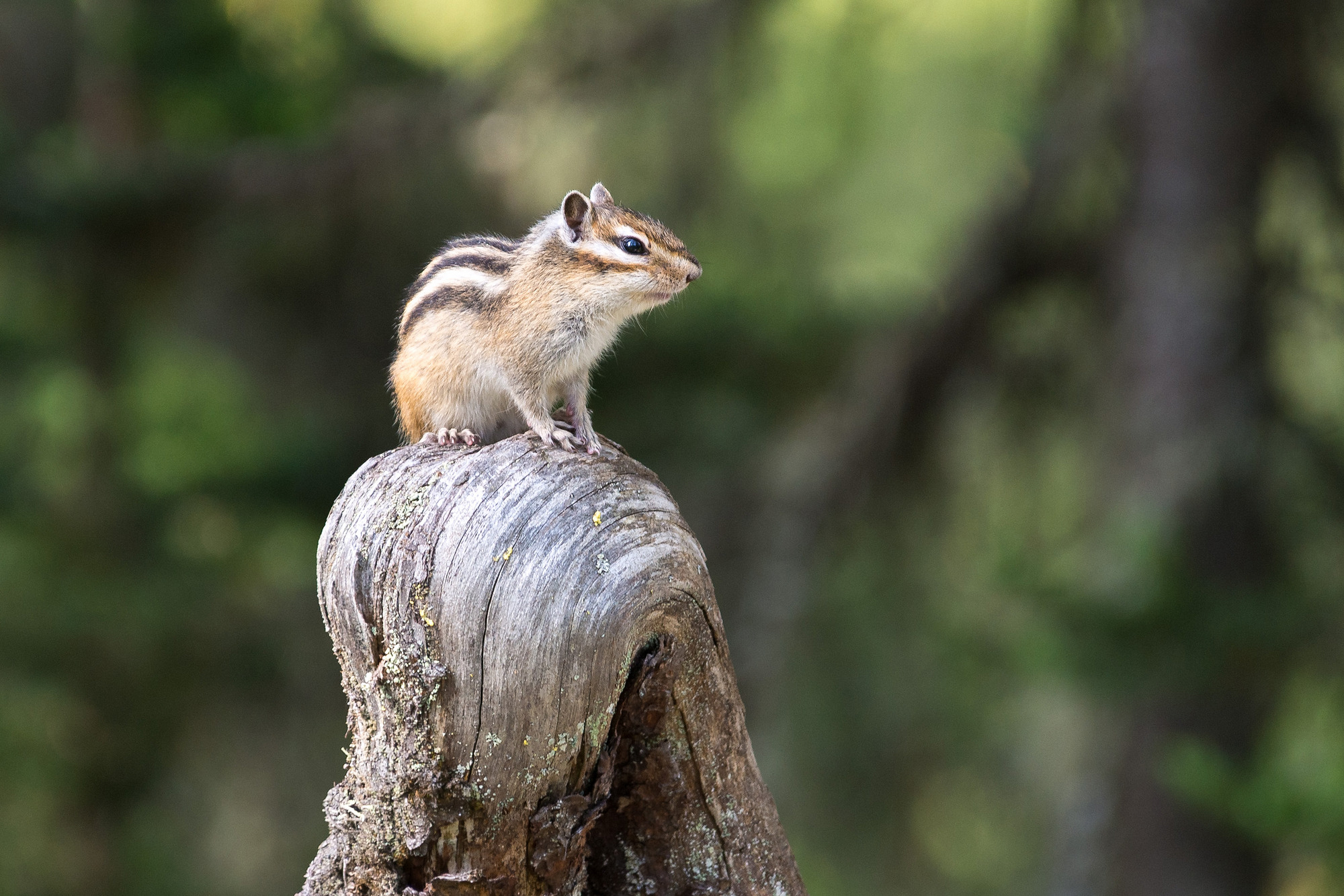
Tamia de Sibérie dans le parc.

Outre ces espèces, on trouve aussi dans les mammifères l'ours brun, le carcajou, le maral, le chevreuil et le renard. Des panthères des neiges et des loups rouges ont déjà été aperçu, mais le parc n'est pas une de leurs zones d'habitat. Dans les insectivores, on trouve des tamias de Sibérie, les pikas du nord et de l'Altaï.
213 espèces d'oiseaux ont été décomptées sur le territoire du parc, dont 76,5 % (163 espèces) qui y nichent, 23 espèces (10,8 %) qui y passent durant leur migration et huit pour l'hivernage. Parmi toutes, 44 sont dans au moins un livre rouge. Parmi les espèces les plus rares sur le territoire du parc, on retrouve la pygargue à tête blanche, la grive de Naumann, la mésange bleue ou encore le rougequeue aurore. Dans la taïga, on retrouve la sittelle de Sibérie, diverses espèces de rossignols, le cassenoix moucheté, le grand tétras, le tétras lyre, le hibou grand-duc, etc. La chouette de l'Oural et d'autres espèces de chouettes sont bien plus rares. Chez les espèces qui nichent en montagne, on peut citer le pipit montagnard, l'accenteur de l'Himalaya ou le roselin brun, et chez les espèces rares les perdrix blanches.
L'ichtyofaune est typique de la région, mais n'est représentée que par une poignée d'espèces que sont l'ombre (Thymallus svetovidovi), la lotte, les chabot de Sibérie, la loche, la lamproie de Sibérie (Lethenteron kessleri), des Brachymystax et des huchos taimens. Pour les insectes, on retrouve des machaons, des Xylocopa valga et Carabus ermaki Lutshnik ou encore des Carabus kozhantschikovi Lutshnik.

### Flore
La flore de l'Ergaki a attiré depuis la fin du XIXe siècle de nombreux botanistes venus de toute la Russie. En 1892, Porfiry Krylov, botaniste de l'Université de Tomsk visita la région, et en 1903 et 1909, Vassili Sapojnikov s'y renda deux fois. Mais se fut surtout pendant la seconde partie du XXe siècle que l'Ergaki fut étudié, en grande partie grâce à la branche sibérienne de l'Académie des sciences de l'URSS. Près de 70 % des plantes vasculaires ne se trouvent pas hors de l'Asie, et de nombreuses autres sont même endémiques au sud de la Sibérie ou avec la Mongolie voisine.
Il y a aurait environ 1500 plantes vasculaires sur le territoire, dont plus d'une centaine d'espèces de mousses, une centaine de lichens et une centaine de champignons. Parmi les nombreuses espèces endémiques à la région, on retrouve la Pilosella kebeshensis, les Aconitum czerepninii, les Aconitum tanzybeicum et les Aconitum bujbense, toutes inscrites dans le livre rouge du kraï de Krasnoïarsk. On retrouve dans le livre rouge de la Russie les Aconitum pascoi et les Aconitum sajanense. Toujours dans la région de l'Ergaki, on retrouve les Chrysosplenium filipes, la Veronica sajanensis et le Trollius vitalii, la dernière découverte en 1994.
Les Asteraceae sont la famille de plantes la plus présente dans le parc, avec plus d'une cinquantaine de représentants, que ce soit dans la taïga ou en montagne. On trouve aussi des carex et des céréales, ainsi que surtout des renonculacées, ombellifères et rosacés. Il y a aussi des éricacées, des saules, des saxifrages, du sarrasin, des Rhododendron (comme le Rhododendron de Ledebour) et des orchidées. Les mousses, très abondantes, couvre le sol de la taïga et des espaces de hautes montagnes, tandis que les lichens occupent les rochers et troncs d'arbres.

Les forêts sont typiques de la Sibérie, avec des forêts de conifères (pins de Sibérie, mélèzes de Sibérie, sapins de Sibérie), surtout sur le versant nord. Il y a aussi des prairies, comme le long des rivières Bouiba, plaines inondables avec des carex et autres roseaux, ainsi que des Delphinium elatum. Dans les prairies de haute montagne, on trouve de nombreuses flores de toutes couleurs, parfois endémiques.

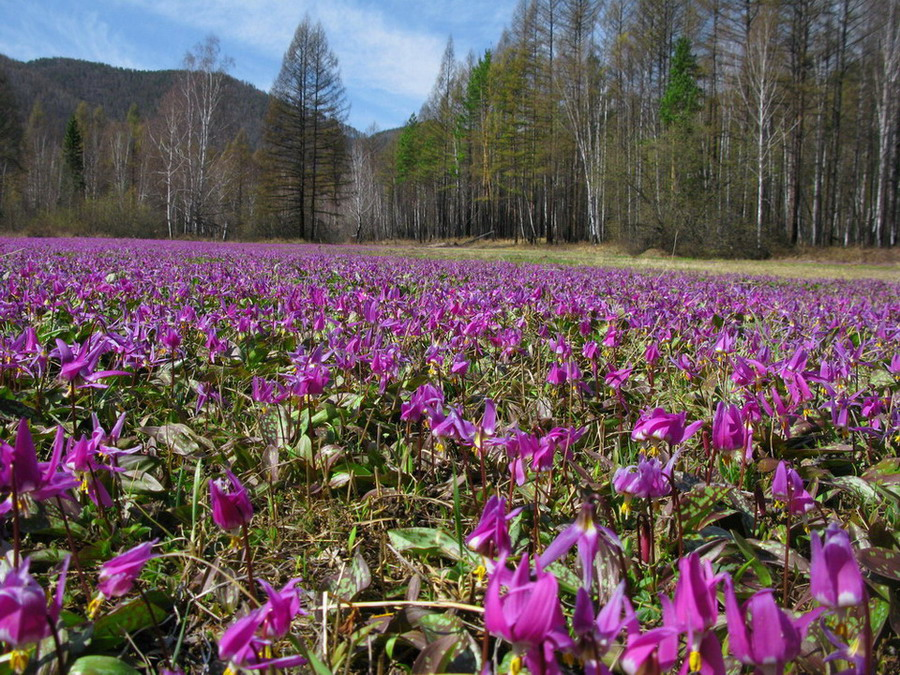
Erythronium sajanense, plante endémique du kraï de Krasnoïarsk.
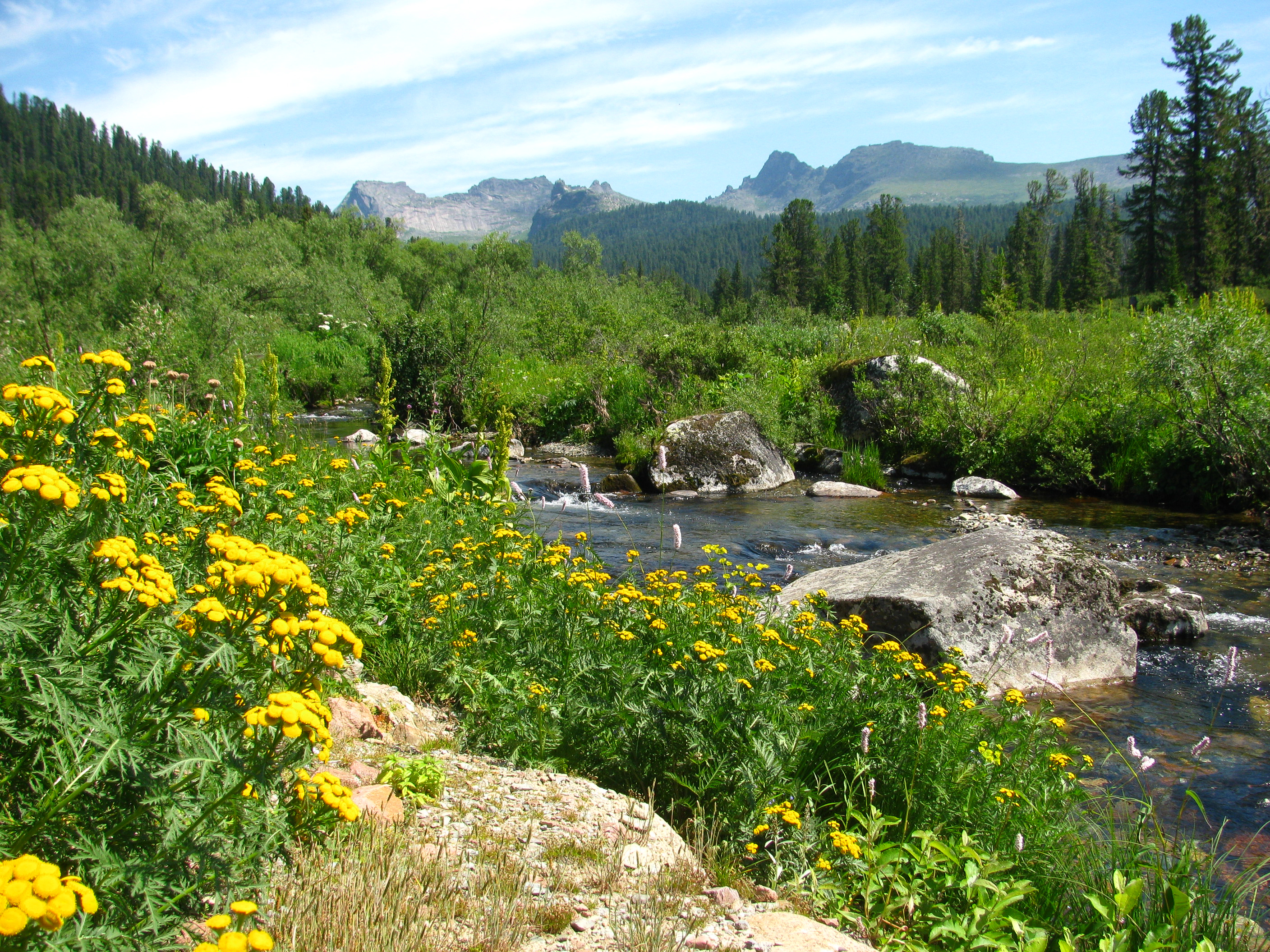
La Bouïba Inférieure avec des tanaisies communes en premier-plan.
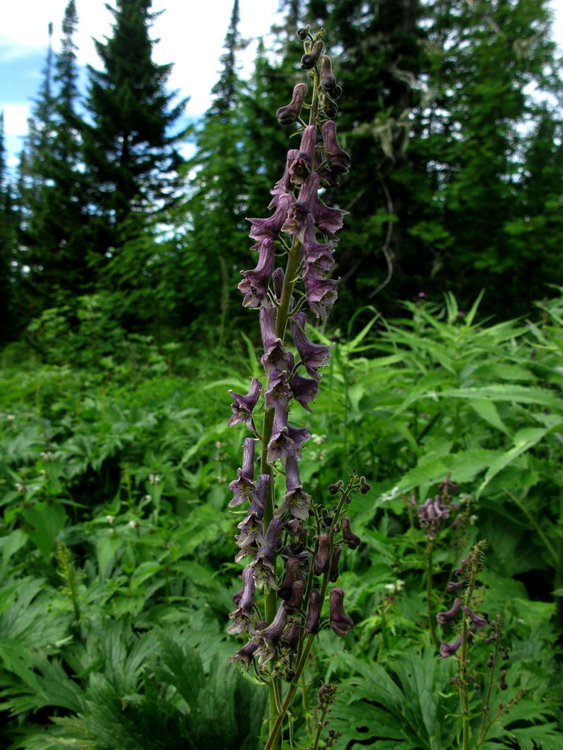
Aconite bujbense, endémique au Saïan occidental.
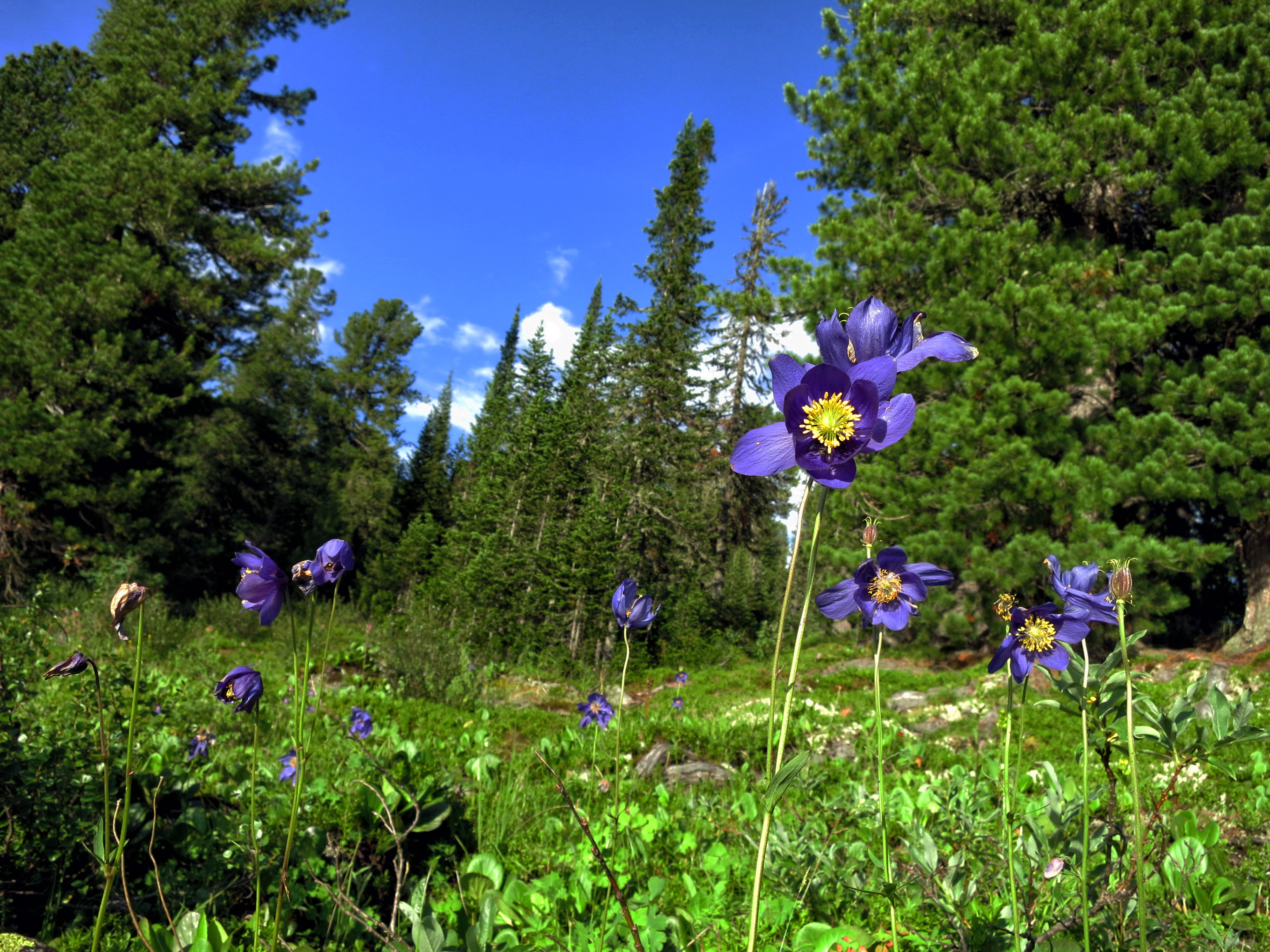
Des Aquilegia sibirica dans le parc.
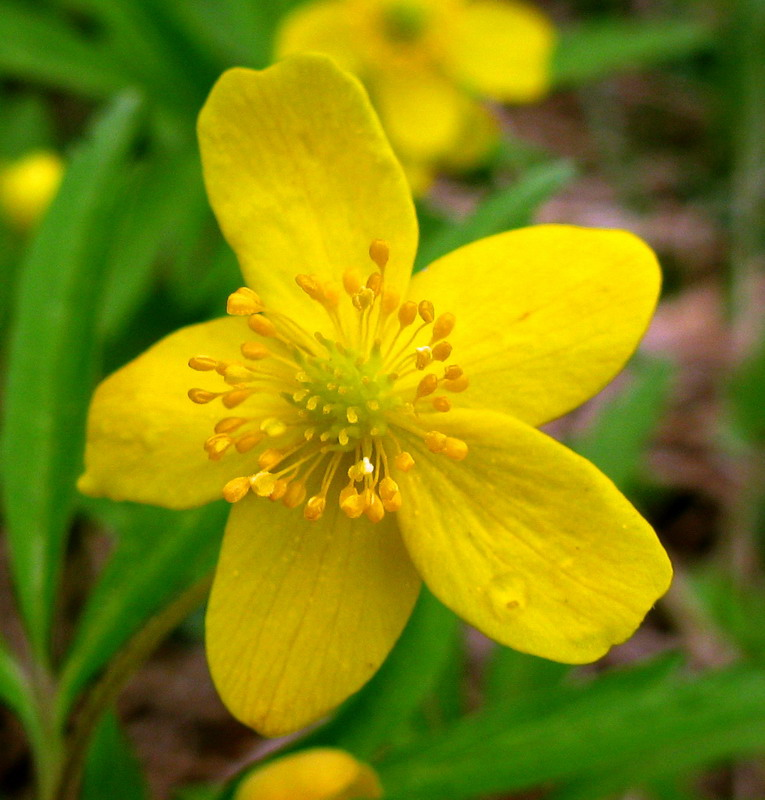
L'anémone du Ienisseï.

## Liens
- Parc naturel d'Ergaki
- Liste des espèces présentes dans le parc
- Carte du parc naturel d'Ergaki mise à jour pour 2017
- Guide des itinéraires du parc naturel d'Ergaki